# Statisk jämvikt
Statisk jämvikt, oftast endast benämnt jämvikt, är ett centralt begrepp inom ämnet mekanik. En kropp är i jämvikt om varje del av densamma är i vila relativt ett visst referenssystem, det vill säga läget av varje punkt i kroppen är oberoende av tiden. För en kropp i jämvikt relativt ett inertialsystem måste jämviktsvillkoren vara uppfyllda.

## Villkor för jämvikt
- Vektorsumman av de yttre krafterna är noll.
- Vektorsumman av de yttre krafternas moment med avseende på någon punkt är noll.

Ett nödvändigt och tillräckligt villkor för att en kropp skall vara i jämvikt är att jämviktsvillkoren är uppfyllda för varje del av den. Om en stel kropp vid någon tidpunkt är i vila är och jämviktsvillkoren är uppfyllda för hela kroppen, så är detta ett tillräckligt villkor för jämvikt. 
Om motsvarande matematiska problem har minst en lösning, benämns problemet statiskt bestämt. Lösningen till jämviktsekvationerna bestämmer då möjliga jämviktslägen samt de tvångskrafter och tvångsmoment som verkar på kroppen.  I annat fall benämns problemet statiskt obestämt. För att lösa detta krävs kännedom om kroppens materialegenskaper. Sådana problem behandlas i hållfasthetsläran.